# 押川善文
押川善文（1977年9月5日—）是一名日本男演員，主要擔任特攝作品的特技演員，出身自宮崎縣。身高182公分，血型是A型，擅長空手道。隸屬JAE（Japan Action Enterprise）公司。

## 演出經歷
押川善文首次擔任特攝動作替身演員的作品，是2000年的未來戰隊時連者，其角色是「ロンダー囚犯」。其後於2001年的假面騎士顎門中，初次成為假面騎士系列正義英雄角色的特技演員，擔綱演出「假面騎士基爾斯」。
然而巧合的是，自從演出磯洛使之後，押川善文其後所飾演的假面騎士（包括「假面騎士Zolda」、「假面騎士Delta」、「假面騎士Garren」、「假面騎士Drake」、「假面騎士威吹鬼」等），竟然大都是「以槍械為武器的假面騎士」。不過後來東映在作品假面騎士KABUTO的官方網站中說明：「似乎有人認為『使槍的假面騎士＝押川』，但事實上押川先生連番擔任使槍的騎士，純粹只是出於偶然」。另外，押川善文駕駛電單車的技術也是相當精湛。
到了2008年，押川善文首次參與超級戰隊系列，飾演《炎神戰隊轟音者》中轟音藍的特技演員。可是不知道是否偶然，轟音藍卻又是以槍械為武器。2009年押川善文繼續演出《侍戰隊真劍者》，在此作中同樣飾演真劍藍的特技演員。無獨有偶，真劍藍仍是使用射擊武器（和弓）的戰士。

## 演出作品

### 特攝
- 超級戰隊系列
  - 未來戰隊時連者（2000年 - 2001年）（飾演：ロンダー囚人）
  - 炎神戰隊轟音者（2008年 - 2009年）（飾演：轟音藍）
  - 侍戰隊真劍者（2009年 - 2010年）（飾演：真劍藍）
  - 天裝戰隊護星者（2010年 - 2011年）（飾演：護星黑）
  - 海賊戰隊豪快者（2011年 - 2012年）（飾演：豪快藍）
  - 特命戰隊Go Busters（2012年 - 2013年）（飾演：Red Buster）
  - 獸電戰隊強龍者（2013年 - 2014年）（飾演：強龍紅）
  - 烈車戰隊特急者（2014年 - 2015年）（飾演：特急1號）
- 假面騎士系列
  - 假面騎士AGITO（2001年 - 2002年）（飾演：假面騎士GILLS）
  - 假面騎士龍騎（2002年 - 2003年）（飾演：假面騎士ZOLDA、模擬騎士抉擇者、模擬騎士抉擇者零）
  - 假面騎士555（2003年 - 2004年）（飾演：假面騎士DELTA、オートバジン、流星塾生）
  - 假面騎士劍（2004年 - 2005年）（飾演：假面騎士GARREN）
  - 假面騎士響鬼（2005年 - 2006年）（飾演：假面騎士威吹鬼、假面騎士彈鬼、魔化魍山怪、勝鬼）
  - 假面騎士KABUTO（2006年 - 2007年）（飾演：假面騎士DRAKE、代演假面騎士THE BEE）
  - 假面騎士電王（2007年 - 2008年）（飾演：天津四）
  - 假面騎士DECADE（2009年 - ）（飾演：假面騎士GARREN、假面騎士ZOLDA、假面騎士G3-X、オートバジン、虎Orphnoch）

### 電影
- 劇場版 假面騎士AGITO PROJECT G4（2001年）（飾演：假面騎士GILLS）
- 劇場版 假面騎士龍騎 EPISODE FINAL（2002年）（飾演：假面騎士ZOLDA）
- 劇場版 假面騎士555 パラダイス・ロスト（2003年）（飾演：オートバジン、獅子Orphnoch）
- 劇場版 假面騎士劍 MISSING ACE（2004年）（飾演：假面騎士GARREN）
- 劇場版 假面騎士響鬼與7人之戰鬼（2005年）（飾演：假面騎士威吹鬼）
- 劇場版 假面騎士KABUTO GOD SPEED LOVE（2006年）（飾演：假面騎士DRAKE）
- 劇場版 假面騎士電王 俺、誕生！（2007年）（飾演：天津四、假面騎士牙王）
- 劇場版 假面騎士電王&KIVA クライマックス刑事（2008年）（飾演：天津四）
- 劇場版 假面騎士KIVA 魔界城の王（2008年）（飾演：刑務官）
- 炎神戰隊轟音者 BUNBUN！BANBAN！劇場BANG！（2008年）（飾演：轟音藍）
- 炎神戰隊轟音者VS激氣連者（2009年）（飾演：轟音藍）

### VS系列
- 假面騎士AGITO 3大騎士超決戰 AGITO vs G3 vs GILLS（2001年）（飾演：假面騎士GILLS）
- 假面騎士龍騎HYPER BATTLE 龍騎vs假面騎士AGITO（2002年）（飾演：假面騎士ZOLDA）
- 假面騎士電王HYPER BATTLE 「うたっておどって大とっくん！」（2007年）（飾演：天津四）
- 炎神戰隊轟音者 BONBON！BONBON！ネットでBONG！！（2008年）（飾演：轟音藍）
- 炎神戰隊轟音者VS激氣連者（2009年）（飾演：轟音藍）